# Reginald Fielding
Reginald „Reggie“ Fielding (* 9. April 1909 in London; † 25. November 1983 in Toronto)  war ein kanadischer Radrennfahrer.

## Sportliche Laufbahn
Als Kind übersiedelte Reginald „Reggie“ Fielding mit seiner Familie nach Toronto und wurde später kanadischer Staatsbürger. Fielding, der 1929 mit dem Radsport begann, war Spezialist für Sechstagerennen, er fuhr sein erstes professionelles Rennen im Jahr 1929. Während seiner Karriere als professioneller Sechstage-Rennfahrer nahm Reggie an 62 Sechstagerennen teil, die damals in fast jeder größeren Stadt Nordamerikas ausgetragen wurden. Im Laufe seiner Karriere gewann Fielding sechs Sechstagerennen, belegte viermal den zweiten, siebenmal den dritten und viermal den vierten Platz. Fielding war auch erfolgreich in den Dreier-Sechstagerennen, er gewann im Herbst 1934 mit den Partnern Freddy Ottevaire und Jimmy Walthour in Toronto das Six-Day-Race-Triple. Im Dezember 1934 siegte Fielding beim Sechstagerennen in Minneapolis mit Heinz Vopel und Piet Van Kempen. Sein letztes Rennen bestritt er im Dezember 1938.